# Geir Karlstad
Geir Karlstad (Lillestrøm, 7 juli 1963) is een Noors voormalig langebaanschaatser.

## Biografie
Zijn eerste internationale wedstrijd waren op 26/27 februari 1977 bij de D junioren reed hij mee in de landenwedstrijd junioren tussen Noorwegen en Zweden.
Geir Karlstad werd in 1982 wereldkampioen junioren. Dit kampioenschap won hij door de langste afstanden met grote voorsprong te winnen. De lange afstanden bleven zijn favoriet. Ondanks het ontbreken van een sprint behaalde hij in 1989 tweemaal het podium bij een allroundkampioenschap. In Göteborg werd hij bij het EK Allround derde en dezelfde positie bezette hij ook in Oslo in de eindklassering van het WK Allround dat jaar.
Aan drie Olympische Winterspelen heeft Karlstad deelgenomen. Bij zijn eerste in 1984 in Sarajevo werd hij vierde op de 10.000 meter. In de vier jaar die volgde zette de Noor vijf wereldrecords neer op de lange afstanden en daardoor was hij in Calgary favoriet voor het olympisch goud op de 5000 en 10.000 meter. Karlstad wist het prestatieniveau van vroeg in het Olympisch seizoen niet te halen en werd slechts zevende op de 5000 meter; toen hij op de 10.000 meter viel, was het seizoen voor hem mislukt en voorbij. Zijn laatste kans voor olympisch succes was in 1992. Op de buitenbaan van Albertville reed Karlstad als enige onder de 7 minuten op de 5000 meter en won zo eindelijk zijn gouden olympische medaille.
Op 4 januari 1997 nam Karlstad deel aan de Vijftiende Elfstedentocht die hij binnen de gestelde limiet heeft uitgereden.

## Records

### Persoonlijke records
| Afstand      | Tijd     | Datum           | Baan       |
| ------------ | -------- | --------------- | ---------- |
| 500 meter    | 39,41    | 17 januari 1992 | Heerenveen |
| 1000 meter   | 1.22,5   | 25 januari 1981 | Notodden   |
| 1500 meter   | 1.55,24  | 22 maart 1992   | Calgary    |
| 3000 meter   | 3.59,78  | 19 maart 1987   | Heerenveen |
| 5000 meter   | 6.43,59  | 4 december 1987 | Calgary    |
| 10.000 meter | 13.48,29 | 19 januari 1992 | Heerenveen |

### Wereldrecords
| Nr.  | Afstand               | Tijd     | Datum            | Baan       |
| ---- | --------------------- | -------- | ---------------- | ---------- |
| jr1. | 3000 meter (junioren) | 4.12,50  | 27 februari 1982 | Innsbruck  |
| jr2. | 5000 meter (junioren) | 7.18,50  | 28 februari 1982 | Innsbruck  |
| jr3. | 5000 meter (junioren) | 7.08,96  | 6 maart 1982     | Oppdal     |
| 1.   | 10.000 meter          | 14.12,14 | 16 februari 1986 | Inzell     |
| 2.   | 10.000 meter          | 14.03,92 | 15 februari 1987 | Heerenveen |
| 3.   | 5000 meter            | 6.45,44  | 22 november 1987 | Heerenveen |
| 4.   | 5000 meter            | 6.43,59  | 4 december 1987  | Calgary    |
| 5.   | 10.000 meter          | 13.48,51 | 4 december 1987  | Calgary    |

#### Wereldrecords laaglandbaan (officieus)
| Nr. | Afstand      | Tijd     | Datum            | Baan       |
| --- | ------------ | -------- | ---------------- | ---------- |
| 1.  | 5000 meter   | 6.52,91  | 30 november 1986 | Heerenveen |
| 2.  | 10.000 meter | 14.03,92 | 15 februari 1987 | Heerenveen |
| 3.  | 5000 meter   | 6.45,44  | 22 november 1987 | Heerenveen |

## Resultaten
| Jaar | EK Allround | Olympische Spelen          | Wereldbeker          | WK Allround | WK Junioren |
| ---- | ----------- | -------------------------- | -------------------- | ----------- | ----------- |
| 1981 |             |                            |                      |             | 4e          |
| 1982 |             |                            |                      |             | Goud        |
| 1983 | 9e          |                            |                      | 9e          |             |
| 1984 | NC23        | 10e 5000m 4e 10.000m       |                      | 11e         |             |
| 1985 | 6e          |                            |                      | 7e          |             |
| 1986 | 9e          |                            | 13e 1500m 4e 5k/10k  | 9e          |             |
| 1987 | 4e          |                            | 14e 1500m · 5k/10k   | 11e         |             |
| 1988 | 14e         | 7e 5000m NF 10.000m        | 29e 1500m 4e 5k/10k  | -           |             |
| 1989 | Brons       |                            | 14e 1500m · 5k/10k   | Brons       |             |
| 1990 | 9e          |                            | 21e 1500m · 5k/10k   | 6e          |             |
| 1991 | 6e          |                            | 28e 1500m 12e 5k/10k | 8e          |             |
| 1992 | 4e          | 8e 1500m · 5000m · 10.000m | 22e 1500m · 5k/10k   | 6e          |             |

### Medaillespiegel
| Kampioenschap     | Goud | Zilver | Brons |
| ----------------- | ---- | ------ | ----- |
| EK Allround       | 0    | 0      | 1     |
| Olympische Spelen | 1    | 0      | 1     |
| Wereldbeker       | 2    | 2      | 0     |
| WK Allround       | 0    | 0      | 1     |
| WK Junioren       | 1    | 0      | 0     |

1924: Clas Thunberg ·
1928: Ivar Ballangrud ·
1932: Irving Jaffee ·
1936: Ivar Ballangrud ·
1948: Reidar Liaklev ·
1952: Hjalmar Andersen ·
1956: Boris Sjilkov ·
1960: Viktor Kositsjkin ·
1964: Knut Johannesen ·
1968: Fred Anton Maier ·
1972: Ard Schenk ·
1976: Sten Stensen ·
1980: Eric Heiden ·
1984: Tomas Gustafson ·
1988: Tomas Gustafson ·
1992: Geir Karlstad ·
1994: Johann Olav Koss ·
1998: Gianni Romme ·
2002: Jochem Uytdehaage ·
2006: Chad Hedrick ·
2010: Sven Kramer ·
2014: Sven Kramer ·
2018: Sven Kramer ·
2022: Nils van der Poel